# رتو سالیمبنی

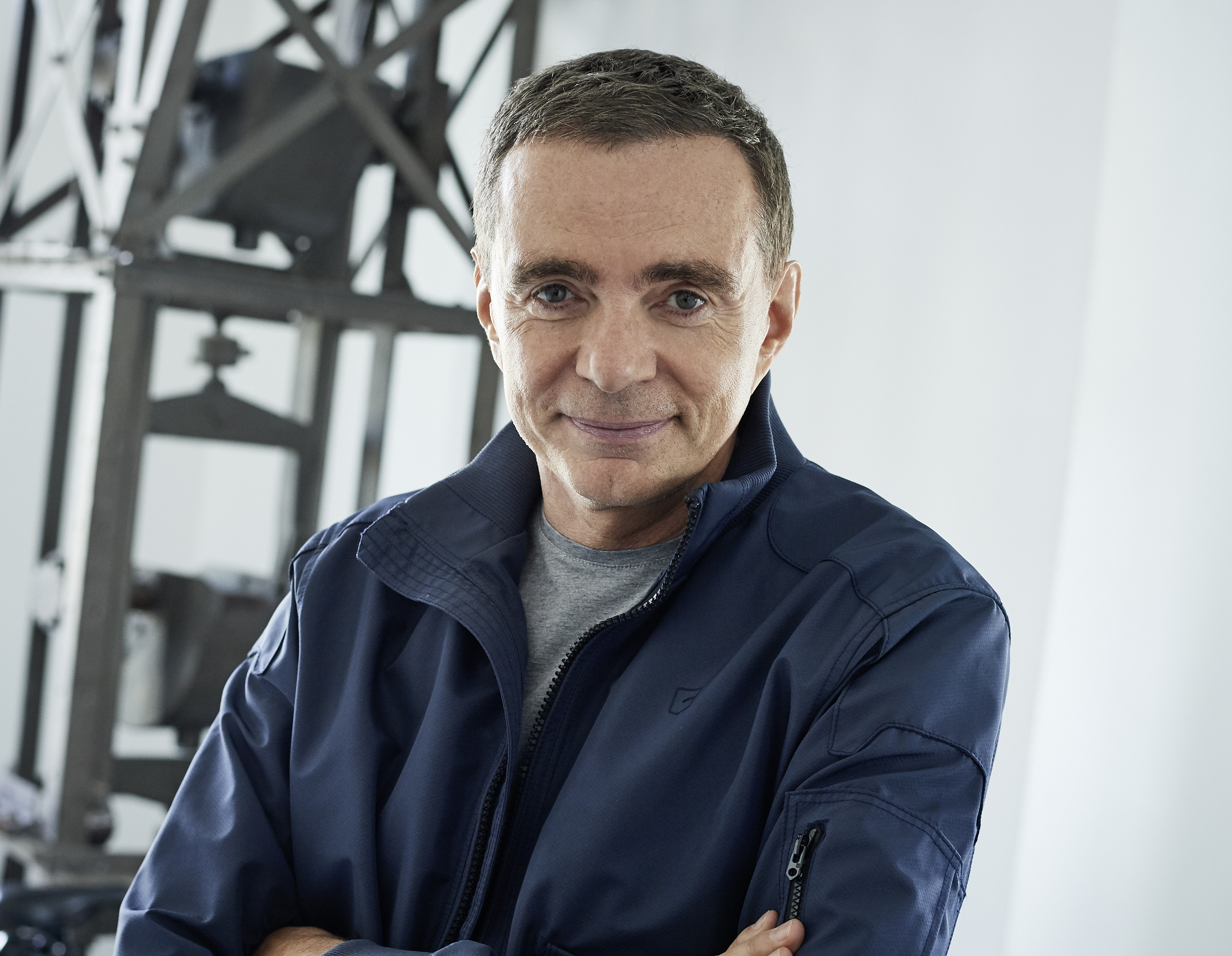
رتو سالیمبنی - کارگردان (بین‌المللی)

رتو سالیمبنی (زاده ۲۸ ژوئیه ۱۹۵۸) فیلمساز و کارگردانی است که به خاطر ویژگی‌ها و آگهی‌های تبلیغاتی‌اش شناخته شده‌است. از فیلم‌های او می‌توان به سافاری شهری, روزی که پدرم بودم و یک طرفه اشاره کرد.

## زندگی
سالیمبنی در زوریخ، سوئیس و بولونیا، ایتالیا بزرگ شد. او از همان ابتدا از تماشای فیلم لذت می‌برد. او در سال ۱۹۷۹ از مدرسه بازرگانی زوریخ فارغ‌التحصیل شد و بلافاصله به حرفه سینما پرداخت. سالیمبنی در سال ۲۰۰۱ شرکت فیلم‌های مانیفست را با دفتر اصلی آن در ونکوور و زوریخ ایجاد کرد.

## تبلیغات بازرگانی
سلیمبنی با مدیریت تولیدات تجاری و تلویزیونی متعددی در صنعت تولید شروع کرد. در سن ۲۴ سالگی او فیلم آماده برای قتل توسط لزلی داربون را برای تلویزیون سوئیس تولید کرد. در همان سال سلیمبنی یک موزیک ویدیوی بدون بودجه برای ترامپولین محلی را کارگردانی کرد. این ویدیو در آن سال جایگاه برتر پخش خود را به دست آورد و درها را برای سلیمبنی به عرصه تجاری باز کرد. او با کارگردانی بیش از ۷۰۰ آگهی تبلیغاتی، شهرت خود را برای «داستان سرایی تصویری با پیچش انسانی» (مجله شوت) به دست آورد. کارهای او شامل مکان‌هایی برای برندهایی مانند نایک، آی کی ئی ای، وی دبلیو، ام تی وی، شورون، مک دونالد، پاناسونیک، یو ئی اف آ و پیپ سی بوده‌است. او بیش از ۸۰ جایزه بین‌المللی را برای آگهی‌های تبلیغاتی خود به دست آورده‌است - از جمله جشنواره نیویورک، آی ای اف اف کن، باشگاه کارگردانان هنری نیویورک و باشگاه مدیران هنری اروپا. کمپین او برای ام تی وی «هدبنگر» نامزد جایزه بزرگ در جوایز تلویزیون و فیلم نیویورک شد. در سال ۲۰۰۷ سالیمبنی موزیک ویدیوی «دوباره امتحان کن» را برای گروه راک بریتانیایی کین با بازی تیل شوایگر و نورا تشیرنر کارگردانی کرد.
در طول دهه ۱۹۹۰، که قبلاً یک مدیر مستقر در اروپا بود، به بازار ایالات متحده گسترش یافت و کمپین‌های سراسری را برای آژانس‌های برجسته از جمله جی. والتر تامپسون و پا، مخروط و کمربندی در سانفرانسیسکو هدایت کرد.
در اکتبر ۲۰۱۰، سالیمبنی با شرکت تولیدی کولکتیو مستقر در نیویورک برای نمایندگی تجاری قرارداد امضا کرد.
بین سال‌های ۲۰۱۰ تا ۲۰۱۵، رتو سالیمبنی چهار بار جایزه معتبر «نقطه سال» و سه بار «جایزه تماشاگران» را برای کارهایش برای یو پی سی، میوه‌های سوئیسی، شل و لیدل دریافت کرد.

## امکانات

### سافاری شهری
سلیمبنی به عنوان نویسنده و کارگردان، این کمدی مستقل را در سال ۱۹۹۵ با بازی بری پپر، لیندا کش و دیوید ناتون فیلمبرداری کرد. این فیلم توسط یونیورسال اینترنشنال پیکچرز برای توزیع انتخاب شد و به بیش از ۸۰ منطقه فروخته شد و در سال ۱۹۹۷ پس از یک اکران موفق اروپایی در ایالات متحده اکران شد.

### روزی که من پدرم بودم
در سال ۲۰۰۱، سالیمبنی این کمدی خانوادگی را برای استودیوی آلمانی باواریا فیلمز و Pro7 با بازی کریستین ترامیتز، توماس هاینز و سیدونی فون کروسیگ نوشت و کارگردانی کرد. این فیلم نامزد «بهترین فیلم آلمانی کودکان» شد.

### یک طرفه
در سال ۲۰۰۷، سالیمبنی این تریلر/درام را با بازی تیل شوایگر، مایکل کلارک دانکن، لورن لی اسمیت و اریک رابرتز نوشت و کارگردانی کرد که با پرداختن به موضوع حساس تجاوز جنسی و کنکاش در جنبه تاریک بشریت، جنجالی را برانگیخت. تولید و توزیع شده توسط یونیورسال اینترنشنال پیکچرز.

## سریال تلویزیونی
در سال ۲۰۱۵، رتو سالیمبنی به عنوان کارگردان و دستیار تهیه‌کننده با برام ونگر (تهیه‌کننده اجرایی) و بسیاری از سازمان‌های غیرانتفاعی پیشرو آمریکا ملحق شد تا Mack &amp; Moxy را بسازد - نمایشی برای کودکان که کودکان را با دلایلی مانند آموزش، نجات حیوانات وحشی، آمادگی در شرایط اضطراری آشنا می‌کند. و اوتیسم. Mack & Moxy در ۲۰ فوریه ۲۰۱۶ در تلویزیون عمومی آمریکا و نتفلیکس به نمایش درآمد.